# Kazimierz Kopias
Kazimierz Mirosław Kopias (ur. 1938 w Chechle, zm. 29 sierpnia 2022) – polski inżynier włókiennik, prof. dr hab.

## Życiorys
W 1962 ukończył studia tekstyliów, odzieży, obuwia, skóry w Politechnice Łódzkiej, w 1969 obronił pracę doktorską, w 1979 uzyskał stopień doktora habilitowanego. 10 czerwca 1992 uzyskał tytuł profesora nauk technicznych. Został zatrudniony na stanowisku profesora w Katedrze Technologii i Budowy Wyrobów Dziewiarskich na Wydziale Inżynierii i Marketingu Tekstyliów Politechnice Łódzkiej, oraz w Instytucie Technicznych Wyrobów Włókienniczych "Moratex".
Był kierownikiem w Katedrze Technologii i Budowy Wyrobów Dziewiarskich na Wydziale Inżynierii i Marketingu Tekstyliów Politechnice Łódzkiej, przewodniczącym rady naukowej w Instytucie Włókiennictwa i członkiem Sekcji VI - Nauk Technicznych Centralnej Komisji do Spraw Stopni i Tytułów.

## Odznaczenia
- Medal Komisji Edukacji Narodowej[3]
- Krzyż Kawalerski Orderu Odrodzenia Polski[3]